# Cor Dik

Zelfportret Cor Dik 2

Landschap Cor Dik, 1967

Cornelis (Cor) Dik, (Zaandijk, 10 augustus 1906 – Amsterdam, 15 juni 1975) was een Nederlands schilder.
Als zoon van een kuiper kon Cor Dik niet naar de kunstacademie. Omdat hij goed kon leren ging hij naar de kosteloze Kweekschool voor onderwijzers in Haarlem. Maar na de verplichte vijf jaar voor de klas besloot hij toch voor het kunstenaarschap te kiezen. Zijn vrouw Sies Dik-Noorman steunde hem daarbij gedurende hun huwelijk.
Als kunstenaar was Cor Dik autodidact. Belangrijk voor zijn ontwikkeling waren de contacten met kunstenaars uit de Haarlemse School als Henri Boot en Kees Verwey, en zijn lidmaatschap van kunstenaarsverenigingen als Arti et Amicitiae en Kunst Zij Ons Doel. Ook waren er contacten en raakvlakken met Zaanse schilders als Gerrit Jan de Geus, Cornelis Koning, Aart Roos en Jaap Kaal. Dik nam in zijn Amsterdamse periode deel aan het debat over Modernisme zoals dat onder Willem Sandberg en tijdgenoten zijn intrede had gedaan. Hij volgde de ontwikkelingen met belangstelling maar koos zijn eigen standpunt, waarbij hij vast bleef houden aan de werkelijkheid. De dagboeken die hij vanaf begin jaren vijftig tot zijn dood bijhield, bevatten veel overdenkingen van Dik over zijn kunstenaarschap. Het RKD-Nederlands Instituut voor Kunstgeschiedenis beheert een uitgebreid archief over Cor Dik, waarin ook deze dagboeken zijn opgenomen. 
In de in 2006 verschenen biografie Van de Grote Weg af; Cor Dik, schilder wordt zijn ontwikkeling geschetst, aan de hand van de verschillende plaatsen waar hij gewoond en gewerkt heeft: Zaandijk, Haarlem, Delden, Amsterdam en Ilpendam. Ook werd dat jaar een gelijknamige film gemaakt waarin zijn weduwe vertelt over zijn leven en werk.
Het werk van Cor Dik bevindt zich in particuliere collecties en in collecties van het Rijk, gemeente Amsterdam, Museum Henriette Polak in Zutphen en Museum van Bommel van Dam in Venlo. Sinds 2002 beheert, catalogiseert en ontsluit de Stichting Cor Dik zijn werk.
"Ik wil proberen te leven en te werken zoals ik het geleerd heb van Laotze, Jezus, Descartes, Kierkegaard, enz. enz. Ik wil omgaan met mensen uit een wereld die dit begrijpt. Die wereld is overal – kan ook uit schilders bestaan – maar zeker niet uit schilders van clubjes." Cor Dik in zijn dagboek, 19 juli 1962
- Biografisch Portaal: 11486754
- Nederlandse Thesaurus van Auteursnamen: 138477353
- RKD-Nederlands Instituut voor Kunstgeschiedenis: 23139
- Union List of Artist Names: 500576172
- Virtual International Authority File: 289888637
- WorldCat: E39PBJpjh3kfwVWPccJtw9kJjC